# JJ Feild
John Joseph Feild, känd som  JJ Feild, född 14 april 1978 i Boulder, Colorado, är en  brittisk-amerikansk skådespelare. 
Feild är född i Colorado men växte upp i London. År 2012 blev han och hans partner, Neve Campbell, föräldrar till en son.

## Filmografi i urval
- 1999 – Tillbaka till Aidensfield (TV-serie)
- 1999 – The Bill (TV-serie)
- 2001 – The Life and Adventures of Nicholas Nickleby (TV-serie)
- 2001 – Jack and the Beanstalk: The Real Story
- 2002 – K-19: The Widowmaker
- 2004 - Agatha Christie's Poirot: Death on the Nile
- 2006 – O Jerusalem
- 2007 – Northanger Abbey
- 2010 - Agatha Christie's Marple: The Pale Horse (TV-serie)
- 2010 – Centurion
- 2011 – Captain America: The First Avenger
- 2013 – Austenland
- 2014–2016 – Turn: Washington's Spies (TV-serie)
- 2014 – Not Safe for Work
- 2017 – Professor Marston and the Wonder Women